# Haut-Komo
Le département du Haut-Komo est l'un des cinq départements de la province du Woleu-Ntem, dans le nord du Gabon. Il tire son nom du fleuve Komo qui le traverse avant de rejoindre l'estuaire du Gabon. Il est frontalier avec la Guinée équatoriale, au nord.
Son chef-lieu est Médouneu, localité située à la frontière de la Guinée équatoriale.

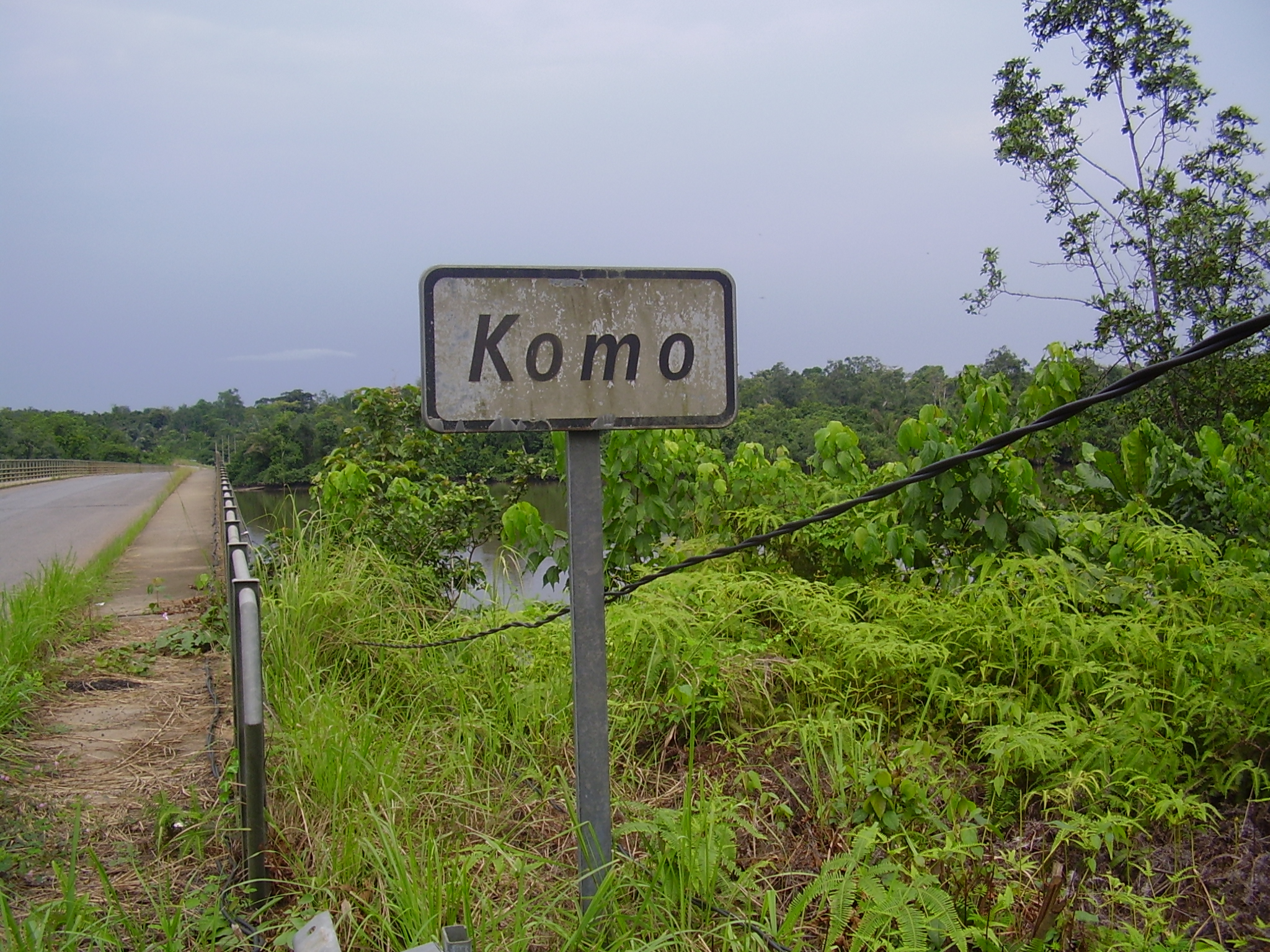
Le fleuve Komo.